# John Preston (sacerdote)
John Preston (1587–1628) fue un ministro anglicano y maestro del Emmanuel College, Cambridge.

## Biografía
John Preston, hijo de Thomas Preston, un granjero, y su esposa Alice, hija de Lawrence Marsh de Northampton, nació en Upper Heyford en la parroquia de Bugbrook, Northamptonshire. Fue bautizado en la iglesia de Bugbrook el 27 de octubre de 1587. Su padre murió cuando tenía 13 años, y el tío materno de su madre, Creswell, quien era alcalde de Northampton y rico y sin hijos, adoptó a Preston, colocándolo en la Northampton Grammar School, y posteriormente con un clérigo de Bedfordshire llamado Guest para recibir instrucción en griego. Se matriculó como sizar en el King's College, Cambridge, el 5 de julio de 1604, siendo su tutor Busse, quien se convirtió en maestro de Eton en 1606. En ese entonces, el King's College era famoso por el estudio de la música; Preston eligió "el instrumento más noble pero más difícil, el laúd", pero hizo poco progreso. En 1606 se trasladó al Queens' College, donde tuvo como tutor a Oliver Bowles, B.D. Creswell le dejó la reversión de algunas propiedades, y consideró una carrera diplomática. Con este fin, entró en tratados con un comerciante, quien organizó su estancia en París, pero al morir este comerciante, el acuerdo fracasó. Preston luego se dedicó al estudio de la filosofía, siendo animado por Porter, quien sucedió a Bowles como su tutor. Gracias al interés de Porter con Humphrey Tyndall, maestro de Queens' y decano de Ely, Preston, quien se había graduado como B.A. en 1607, fue elegido fellow en 1609. De la filosofía pasó a la medicina; adquirió algo de conocimiento práctico bajo el techo de un amigo, un médico en Kent, "muy famoso por su práctica"; y estudió astrología, valorada en ese entonces como una ayuda para la terapéutica.

## Carrera como predicador
Alrededor de 1611, el año en que obtuvo su MA, escuchó un sermón en St Mary's de John Cotton, entonces fellow de Emmanuel, que le abrió una nueva carrera. Cotton tenía una gran reputación como predicador elegante; pero este fue un sermón evangélico simple, que decepcionó a su audiencia. Al regresar a sus habitaciones, algo mortificado por su recepción, Preston golpeó a su puerta, y comenzó esa estrecha amistad religiosa que influiría permanentemente en las vidas de ambos. Preston se entregó entonces al estudio de la teología escolástica; parece que Aquino fue su favorito; también dominó completamente a Duns Escoto y Guillermo de Ockham.
Su biógrafo cuenta una curiosa historia sobre su actividad para asegurar la elección (1614) de John Davenant como maestro de Queens' en sucesión de Tyndal. George Montaigne, después arzobispo de York, tenía sus ojos puestos en esta prebenda; pero inmediatamente después de la muerte de Tyndal, Preston montó a toda prisa a Londres, llegando a Whitehall antes del amanecer. Aquí hizo gestiones con Robert Carr, I conde de Somerset, con el fin de obtener la aprobación de la corte para la elección de Davenant. Al regresar a Cambridge, había completado la elección antes de que Montaigne se enterara de la vacante.
Durante la visita de Jacobo I a Cambridge en marzo de 1615, Preston se destacó como disputante. Fue elegido por Samuel Harsnett, el vicecanciller, como "respondedor" en el acto de filosofía, pero este lugar fue reclamado con éxito por Matthew Wren, y Preston ocupó el puesto de primer oponente. Su biógrafo, Thomas Ball, da cuenta de la disputa sobre la pregunta "Si los perros podían hacer silogismos". Preston sostuvo que podían. Jacobo quedó encantado con su argumento (que Granger piensa que Preston tomó prestado de un pasaje bien conocido de los Ensayos de Montaigne), e introdujo una historia de perros propia. "Era fácil discernir que el sabueso del rey había allanado el camino para el Sr. Preston en la corte". Sir Fulke Greville, I barón Brooke, se convirtió en su firme amigo (al final le dejó £50 al año). Pero para esta época Preston había abandonado su ambición temprana; aunque hablaba poco de su propósito, su mente estaba puesta en el ministerio, y estaba leyendo teología moderna, especialmente a Calvino.

## Tendencias puritanas
Su frialdad hacia el favor de la corte dio lugar a sospechas de su inclinación puritana. Estas aumentaron debido a un incidente durante la segunda visita de Jacobo a Cambridge. Una comedia llamada Ignoramus, de George Ruggle de Clare Hall, iba a ser representada ante el rey. El pupilo de Preston, Morgan (de los Morgans de Heyford), fue elegido para un papel de mujer. Preston se opuso; los tutores del joven anularon la objeción; Morgan, que fue enviado a Oxford, se unió posteriormente a la Iglesia Católica Romana. Su rigurosidad aumentó enormemente su reputación como tutor entre los padres puritanos; "era", dice Fuller, "el mayor vendedor de púlpitos en Inglaterra en la memoria del hombre... cada vez que el Maestro Preston se quitaba el sombrero ante el Doctor Davenant, el maestro del college, obtenía una habitación o estudio para uno de sus alumnos".
Los edificios del college se ampliaron para dar cabida al flujo de estudiantes. Tenía la costumbre de enviar a aquellos destinados a la iglesia a terminar sus estudios con Cotton, ahora vicario de Boston, Lincolnshire. Mientras tanto, la salud de Preston se estaba deteriorando, y sufría de insomnio. Dos veces solicitó consejo (una vez disfrazado) a William Butler de Clare Hall, un médico empírico exitoso. Butler solo le dijo que fumara tabaco; al hacerlo, encontró su remedio en "este humo caliente y copioso".

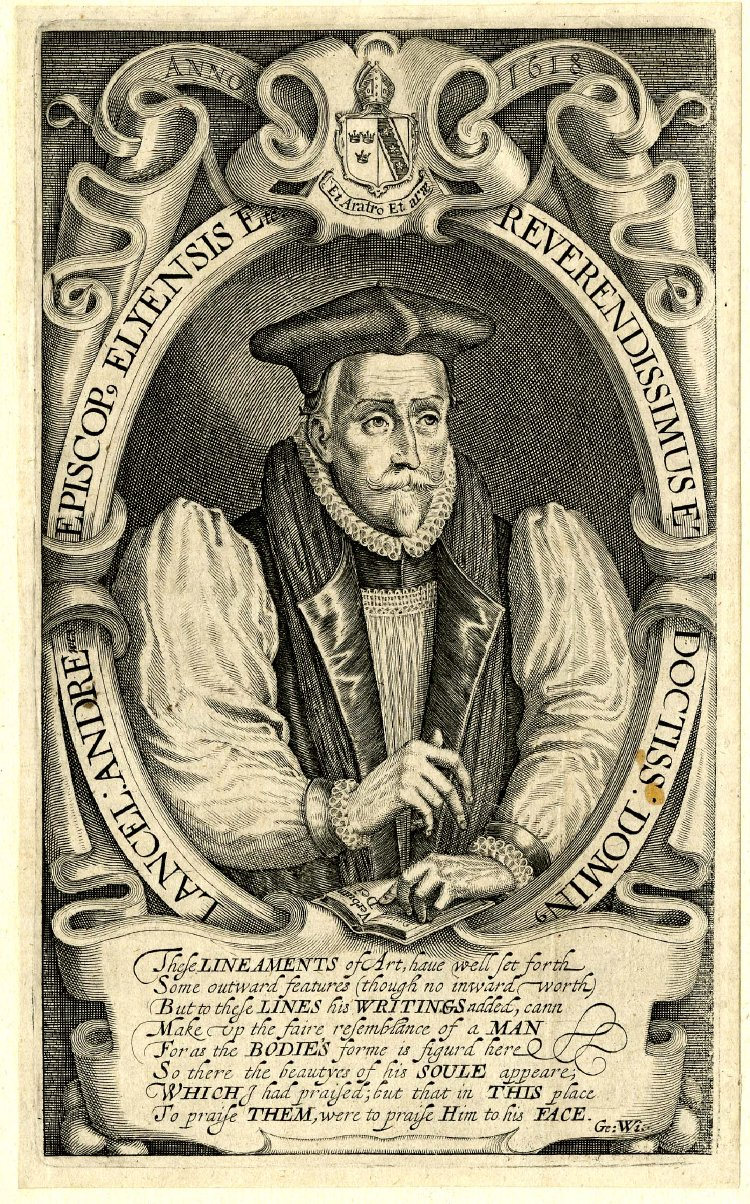
Lancelot Andrewes dirigió a Preston para declarar su juicio sobre las formas de oración en un sermón en St Botolph's.

## Órdenes sagradas
Preston ya había tomado órdenes sagradas y se había convertido en decano y catequista de Queens'. Comenzó un ciclo de sermones que formarían un cuerpo de teología. Se hicieron quejas al vicecanciller de que la capilla del college estaba abarrotada de académicos de otros colleges y ciudadanos. Se emitió una orden que excluía a todos excepto a los miembros del college. Preston comenzó entonces una conferencia vespertina en St. Botolph's, del cual Queens' College es patrocinador. Esto lo puso en conflicto con Newcome, comisario del canciller de Ely, cuya enemistad Preston había ganado al evitar un matrimonio entre su pupilo, Sir Capel Bedels, y la hija de Newcome, Jane. Una disputa con Newcome en St. Botolph's retrasó el servicio vespertino; para hacer espacio para el sermón, la oración común fue omitida por una vez. Newcome se apresuró a la corte en Newmarket para denunciar a Preston como un no conformista.
El asunto llegó a manos de los rectores de casas, y se habló de la expulsión de Preston de la universidad. Por sugerencia de Lancelot Andrewes, entonces obispo de Ely, se dirigió a Preston para que declarara su juicio sobre las formas de oración en un sermón en St. Botolph's. Se desempeñó de manera que silenció las quejas. Poco después fue convocado para predicar ante el rey en Finchingbrook, cerca de Royston, Cambridgeshire. Jacobo aprobó mucho su argumento contra los arminianos; le habría mostrado menos favor si hubiera sabido que Preston era el autor de un documento contra el matrimonio español, circulado con mucho secreto entre los miembros de la Cámara de los Lores. Fue propuesto como capellán real por James Hamilton, II duque de Abercorn, pero Jacobo pensó que esto era prematuro.

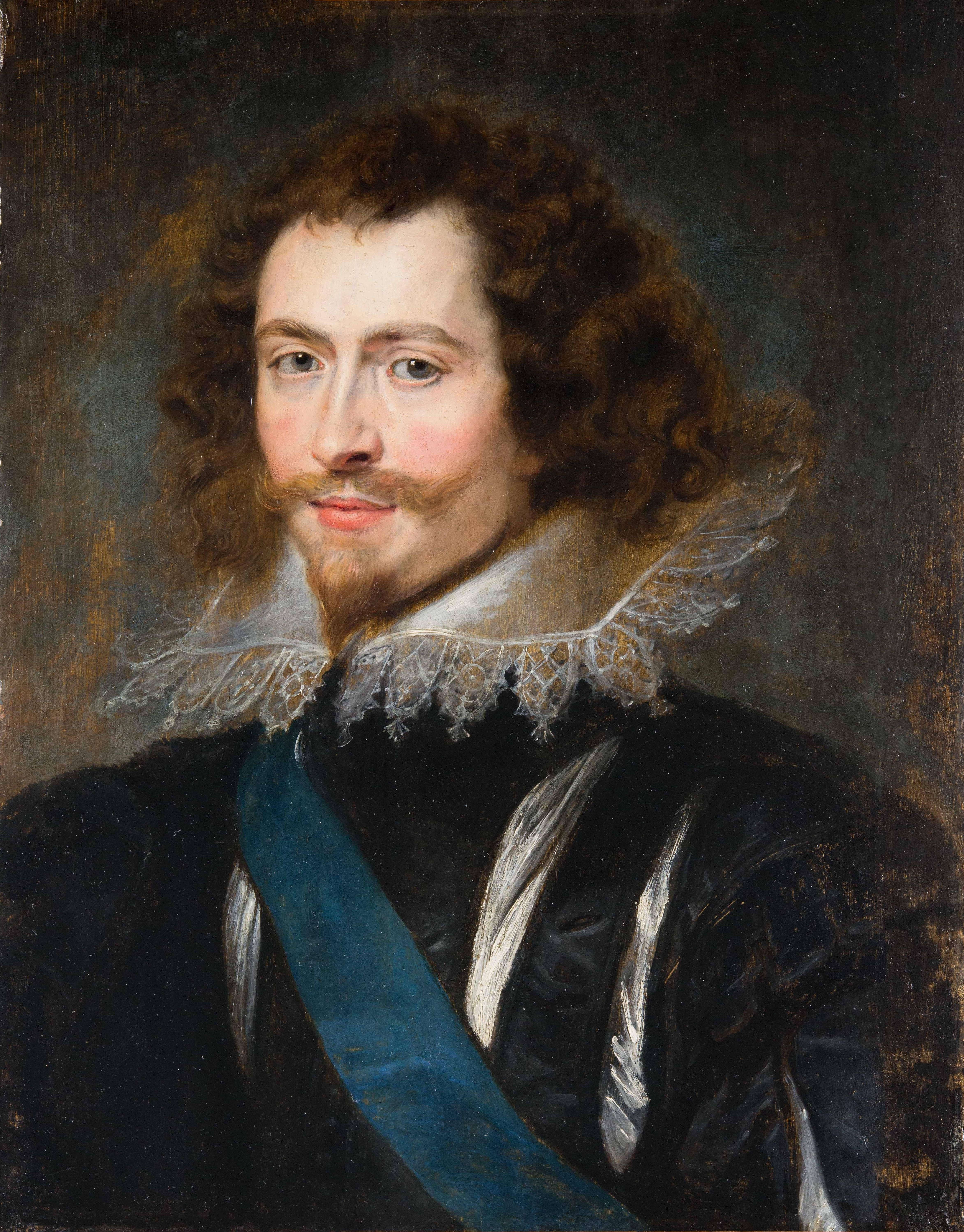
El duque de Buckingham era un pariente.

## Capellán ordinario
El pariente de Preston, Sir Ralph Freeman, quien se había casado con una pariente de George Villiers, I duque de Buckingham, aprovechó la ocasión para representar a Buckingham que podría hacerse amigo de los puritanos promoviendo a Preston. A través del interés de Buckingham, fue nombrado capellán ordinario del príncipe Carlos. Obtuvo el grado de Bachiller de Divinidad en 1620. Con la elección de Davenant (11 de junio de 1621) al obispado de Salisbury, Preston tenía alguna expectativa de sucederle como profesor Margaret de teología. Sintió que su latín estaba oxidado, y, como ejercicio para hablar latín, decidió visitar las universidades holandesas, un proyecto que llevó a cabo con un singular exceso de precaución.
Obtuvo del consejo privado la licencia necesaria para viajar. Dijo que iba, en las próximas vacaciones, a visitar a Sir Richard Sandys en Kent, y posiblemente a beber las aguas de Tunbridge. Desde la costa de Kent tomó un barco a Rotterdam, con un hábito laico con "capa escarlata" y "banda de sombrero dorada". En Holanda se relacionó tanto con católicos romanos como con protestantes. A su regreso a Cambridge se encontró con el rumor de que había estado más allá de los mares con asombro "por su tontería, que creían una relación tan improbable". Después de todo, había sido burlado, ya que Williams, el lord guardián, sospechando algún complot puritano, había puesto un espía en sus movimientos, quien enviaba informes semanales de sus acciones.

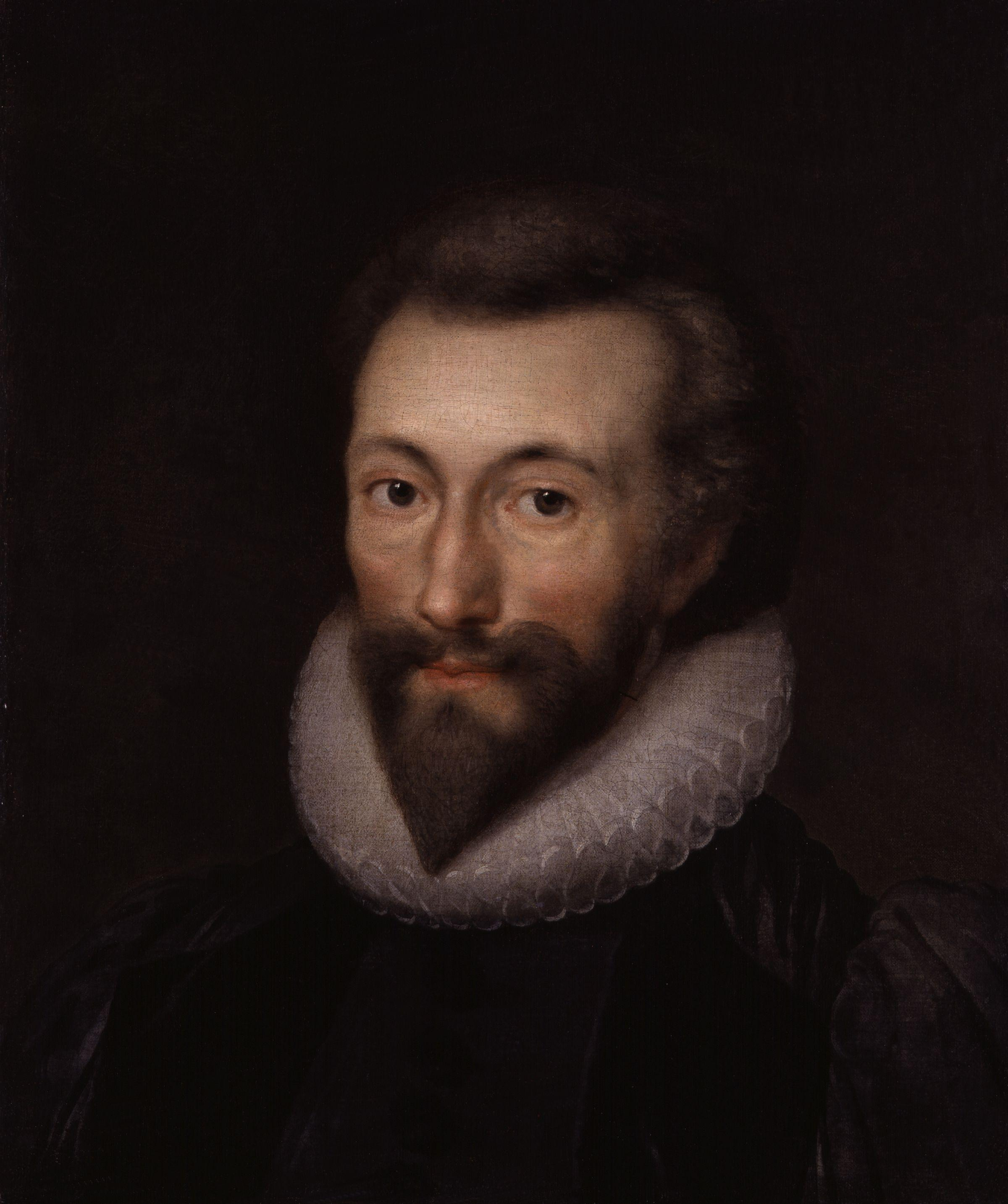
John Donne fue seguido por Preston en Lincoln's Inn.

## Maestro de Emmanuel
En febrero de 1622, John Donne renunció al púlpito de Lincoln's Inn, y los consejeros lo eligieron a Preston como su sucesor. Una nueva capilla, terminada poco después de su nombramiento, dio cabida a la gran cantidad de personas que acudían a escucharlo. Siguió un ascenso más importante, pero no se obtuvo sin intrigas. Laurence Chaderton, el primer maestro de Emmanuel, había ocupado ese cargo con distinción durante treinta y ocho años. Había sobrevivido a sus amigos influyentes, y los fellows pensaron que asegurar el interés de Preston con Buckingham sería ventajoso para su college. En particular, querían una modificación de los estatutos, que ordenaban la residencia continua, cortándolos de capellanías y cátedras, y al mismo tiempo los obligaban a renunciar al título de DD, estuvieran o no provistos de otro cargo. De la influencia de Preston esperaban obtener más libertad, así como aumentar el número de prebendas del college. Chaderton pensaba muy bien de Preston, pero estaba muy reacio a renunciar, y dudaba de si, si lo hacía, no sería nombrado un arminiano. Preston obtuvo una carta de Buckingham (20 de septiembre de 1622) asegurando a Chaderton que era el deseo del rey y del príncipe que dejara paso libre a Preston, y prometiéndole un "suministro de sustento". En consecuencia, Chaderton renunció el 25 de septiembre; contrariamente a los estatutos, la vacante no se anunció, bajo el pretexto de que todos los fellows estaban en residencia; la elección tuvo lugar el 2 de octubre con puertas cerradas, y en Queens' no se supo nada hasta que se envió a buscar a Preston para que fuera admitido como maestro de Emmanuel.
Las estatutos limitaban la ausencia del maestro a un mes en cada trimestre. Esto interferiría con la predicación de Preston en Lincoln's Inn. Su ingenio descubrió evasiones a las que los compañeros consintieron; los estatutos eximían la ausencia en caso de 'detención violenta' y de 'negocios universitarios'; se consideraba que una 'violencia moral' satisfacía la primera condición, y una demanda legal sobre una capellanía universitaria, que duró algunos años, formaba un pretexto aparente para alegar negocios universitarios. Pero Preston fue inflexible en el punto de renunciar a las capellanías. Según Ball, había sido seleccionado por Buckingham para acompañar a Arthur Chichester, 1er Barón Chichester, en una embajada proyectada a Alemania, y en esta ocasión, fue nombrado doctor en divinidad por mandato real. Probablemente haya alguna confusión aquí: la expedición real de Chichester al Palatinado fue en mayo-septiembre de 1622.

## Cambridge de nuevo
Preston estaba ansioso por oportunidades de predicar en Cambridge, y escuchó propuestas en 1624 para colocarlo en una cátedra vacante en la Iglesia de la Santísima Trinidad, Cambridge. El otro candidato, Middlethwait, compañero de Sidney Sussex, era favorecido por Nicholas Felton, obispo de Ely. El asunto fue referido a Jacobo I, quien quería mantener a Preston fuera de un púlpito en Cambridge, y, a través de Edward Conway (posteriormente vizconde Conway), le ofreció cualquier otro beneficio a su elección. Fue entonces cuando Buckingham le dijo a Preston que podría tener el obispado de Gloucester, vacante por la muerte de Miles Smith (f. 20 de octubre de 1624). Pero Preston, respaldado por los habitantes, mantuvo su posición y obtuvo la cátedra.

## Muerte de Jacobo I
Estaba presente como capellán de Carlos en Theobalds el domingo 27 de marzo de 1625, cuando murió Jacobo I, y acompañó a Carlos y a Buckingham a Whitehall, donde se hizo la proclamación pública de la sucesión de Carlos. Por un momento parecía que Preston estaba destinado a desempeñar un papel importante en la política. Ejerció influencia en favor de sus amigos puritanos, obteniendo una licencia general de predicación (20 de junio de 1625) para Arthur Hildersam. Pero encontró que sus planes eran contrarrestados por Guillermo Laud. Bajo el pretexto de un peligro de peste, cerró su universidad y emprendió un viaje al oeste. Quería consultar a Davenant en Salisbury sobre el 'Appello Cæsarem' de Richard Montagu, sobre el cual Buckingham había pedido su opinión. Desde Salisbury fue a Dorchester, y de allí a Plymouth, donde estaban Carlos y Buckingham.
Cuando llegaron las noticias a Plymouth del desastre en La Rochelle (el 15/16 de septiembre de 1625, cuando los franceses bajo Soubise derrotaron a los barcos holandeses contratados cerca de La Rochelle), Preston hizo todo lo posible para excusar y defender a Buckingham contra la indignación protestante. Cuando Williams fue destituido del cargo de Lord Chambelán (30 de octubre de 1625), Buckingham 'llegó tan lejos como para nominar' a Preston para ser Lord Chambelán. Thomas Coventry, 1er Barón Coventry, quien había sido abogado de Emmanuel College en la demanda antes mencionada, fue finalmente designado.
Sin embargo, Preston no pudo atraer a los puritanos al lado de Buckingham, a quien desconfiaban profundamente. Los amigos de Preston instaron a la necesidad de una conferencia sobre los libros de Montagu, y nominaron por un lado a John Buckeridge, obispo de Rochester, y a Francis White, entonces decano de Carlisle; por otro lado, a Thomas Morton, entonces obispo de Coventry, Lichfield, y Preston. Buckingham jugó un doble papel, rogando a Preston como su amigo que declinara la conferencia, y dejando que otros supieran que había terminado con Preston. La conferencia se celebró en febrero de 1626 en York House. Preston se negó a participar, pero entró después de que comenzara y se sentó como oyente. Una segunda conferencia siguió en el mismo mes, en la que Preston tomó la delantera contra Montagu y White. Cuando Preston se dio cuenta de que la Conferencia de York House no era probable que favoreciera al puritanismo, alentó a un grupo de abogados, comerciantes y clérigos puritanos (incluidos Richard Sibbes y John Davenport) a establecer una organización conocida como los Feoffees para la Compra de Impropriaciones.
Buckingham fue elegido canciller de la Universidad de Cambridge el 1 de junio de 1626. Preston no se opuso a su elección, como lo hicieron Joseph Mead y otros; pero ahora sentía que su posición en la universidad era insegura, miraba a Lincoln's Inn como un refugio en caso de que lo sacaran de Cambridge, y como último recurso contemplaba una migración a Basilea. Una carta privada a un miembro del parlamento, en la que Preston sugirió una línea de oposición a Buckingham, cayó por accidente en manos de Buckingham. Viendo que la influencia de Preston en la corte estaba disminuyendo, los compañeros de Emmanuel pidieron al rey que anulara el estatuto que limitaba la tenencia de sus capellanías. Buckingham apoyó su petición. Preston contaba con el apoyo de Sir Henry Mildmay, el nieto del fundador. Finalmente se llegó a un compromiso. Carlos suspendió el estatuto (5 de mayo de 1627) hasta que se anexaran seis nuevas capellanías de £100 al año al colegio. Buckingham ahora estaba comprometido con su malograda expedición (27 de junio de 1627) a la Isla de Ré. En noviembre, Preston predicó ante Carlos en Whitehall un sermón que fue considerado profético cuando, el miércoles siguiente, llegaron noticias de la derrota de Buckingham (8 de noviembre). No se le permitió predicar de nuevo, pero consideró que había obtenido una victoria moral para su causa.

## Muerte de Preston
Sin embargo, la salud de Preston ahora estaba quebrantada; sus pulmones estaban enfermos, cayó en un rápido declive y  murió en la casa de un amigo en Preston-Capes, Northamptonshire, el domingo 20 de julio de 1628; Cuando estaba muriendo, le preguntaron si temía la muerte, ahora que estaba tan cerca. "No", susurró Preston; "Cambiaré de lugar, pero no cambiaré de compañía". "Siento que la muerte viene a mi corazón; mi dolor ahora se convertirá en alegría". 
Fue enterrado el 28 de julio en la iglesia de Fawsley, John Dod, rector de la parroquia vecina de Fawsley, predicando el sermón fúnebre. No hay monumento en su memoria. Hay un retrato grabado de él al principio de su Nuevo Pacto, 1629; se reproduce pobremente en Clarke; también hay dos grabados más pequeños. Como lo describe Ball, 'tenía una constitución capaz, firme y bien templada, rostro apuesto, ojos vigorosos y vivaces'. No estaba casado. Su testamento proveía para su madre y hermanos, fundaba becas en Emmanuel College y dejaba sus libros y muebles a Thomas Ball, su pupilo favorito y su biógrafo minucioso.

## Carácter de Preston
La inclinación temprana de Preston por la diplomacia fue sintomática de su carácter, que Fuller ha resumido como el de 'un político perfecto' propenso a 'revolotear más en aquel lugar que estaba más lejos de sus huevos'. Tenía 'gran autocontrol, guardaba sus propios consejos y era impermeable a las críticas externas'. Solo a Ball parece haberle confiado sinceramente su mente, y la delineación admirativa de él por parte de Ball proporciona una imagen singular de astucia cautelosa y reserva constitucional. 

## Publicaciones
Entre sus obras póstumas (editadas por Richard Sibbes, John Davenport, Thomas Ball y parcialmente por Thomas Goodwin, D.D.) son un almacén de argumentos a su favor.
1. El ejercicio diario de los santos; o un ... Tratado de la oración, 3ª edición. 1629[5]
2. El Nuevo Pacto ... XIV Sermones sobre Génesis xvii. 1, 2, 1629
3. Cuatro Sermones, 1630
4. Cinco Sermones ... ante su Majestad, 1630
5. La coraza de la fe y el amor, 1630
6. La doctrina de las debilidades de los santos, Ámsterdam 1630
7. Vida eterna; o un ... Tratado ... de los atributos divinos ... en XVII sermones, 1631
8. La ley fuera de la ley, Edimburgo, 1631
9. Una elegante ... Descripción de la vida y la muerte espirituales, 1632
10. La forma deformada de una profesión formal, Edimburgo, 1632; Londres, 1641
11. La destrucción del pecado; o un ... Tratado de la mortificación, 2ª edición. 1633
12. Cuatro ... Tratados, 1633, incluyendo:
  1. Un remedio contra la codicia
  2. Una descripción elegante y viva de la vida y la muerte espirituales
  3. La doctrina de la negación de uno mismo
  4. Tres sermones sobre el sacramento
13. La calificación de los santos, 3ª edición. 1634
14. Una vida sin vida; o la muerte espiritual del hombre 3ª edición. 1635
15. Un sermón predicado en Lincolnes-Inn, 1635
16. Restos de ... John Preston, 2ª edición. 1637
17. El cetro dorado ... Tres tratados, 1638
18. Monte Ebal ... Tratado del amor divino, 1638
19. La sumisión de los santos, 1638
20. La plenitud de Cristo, 1640
21. La libertad cristiana, 1641
22. De la irresistible gracia conversora. Tesis presentada en las Escuelas Públicas de la Universidad de Cambridge ... Extraída de su manuscrito, 1643 (en inglés, La posición de John Preston ... Sobre la irresistibilidad de la gracia convertidora, 1654)
23. Riquezas de misericordia, 1658